# Marta Lucía Ramírez
Martha Lucía Ramírez Blanco (sinh ngày 4 tháng 7 năm 1954 tại Zipaquirá) là một luật sư, chính trị gia người Colombia, và Phó Tổng thống hiện tại của Colombia.
Được bầu làm Thượng nghị sĩ Colombia năm 2006, Ramírez đã đưa ra các sáng kiến lập pháp cho phép phụ nữ đạt cấp bậc Tướng quân trong Lực lượng quân sự Colombia và bắt buộc giảng dạy tiếng Anh trong trường học. Ramírez là nữ Bộ trưởng Bộ Quốc phòng đầu tiên của Colombia, phục vụ từ năm 2002 đến 2003 trong chính quyền của Tổng thống Álvaro Uribe Vélez, và là người phụ nữ thứ hai ở Mỹ Latinh giữ danh hiệu này. Bà cũng từng là Bộ trưởng Ngoại thương thứ sáu của Colombia, từ năm 1998 đến 2002.
Năm 2009, bà đã từ chức tại Thượng viện để ứng cử vào vị trí ứng cử viên tổng thống của đảng Bảo thủ năm 2010, đứng thứ ba trong danh sách ứng cử viên bảo thủ cuối cùng Noemí Sanín Posada. Năm 2014, cô một lần nữa tranh cử ứng cử viên đảng Bảo thủ, lần này đã giành được đề cử, nhưng cuối cùng vẫn đứng thứ ba trong vòng đầu tiên của cuộc bầu cử tổng thống 2014. Ramirez cũng là một thành viên của nhóm chuyên gia tư duy có trụ sở tại Washington DC, Đối thoại liên Mỹ.
Năm 2018, Ramírez trở thành người phụ nữ đầu tiên được bầu làm Phó Tổng thống Colombia, chạy trên chiếc vé với Iván Duque Márquez.